# 圣多明戈斯-迪蓬巴尔
圣多明戈斯-迪蓬巴尔是巴西帕拉伊巴州的一个市镇。总面积169.103平方公里，总人口2138人，人口密度12.6人/平方公里。